# Ommatius emarginatus
Ommatius emarginatus là một loài ruồi trong họ Asilidae. Ommatius emarginatus được Scarbrough miêu tả năm 1985. Loài này phân bố ở vùng Tân nhiệt đới.